# Toreadoren (film, 1929)
Toreadoren (engelska: El Terrible Toreador) är en amerikansk animerad kortfilm från 1929. Filmen ingår i Silly Symphonies-serien.

## Handling
En servitris imponeras av en matador som slåss mot en mexikansk officer.

## Om filmen
Filmen använder musik från Carmen av Georges Bizet från 1875, men innehåller av bitar från Yankee Doodle, Ciribiribin och Lied ohne Worte.

## Rollista
- Walt Disney – matador
- Marjorie Ralston – servitris[4]